# Petr Shelokhonov
Petr (Peter) Shelokhonov (15 de agosto de 1929, Polonia – 15 de septiembre de 1999, San Petersburgo, Rusia) fue un actor y director ruso. Él interpretó más de 90 papeles en películas y en televisión. Él también interpretó más de 100 papeles en el escenario. Petr Shelokhonov recibió el título de Artista de Honor de la Federación Rusa en 1979.

## Reseña biográfica
Petr Shelokhonov era de ascendencia ucraniana, lituana, bielorrusa y polaca. Sobrevivió a la ocupación nazi durante la Segunda Guerra Mundial. En la guerra, Petr Shelokhonov fue herido por un disparo en la cara, pero la cicatriz en la cara no le impidió convertirse en actor.
Petr Shelokhonov se unió a la resistencia  partisana. Hizo su propio teatro de marionetas en 1943 y actuó parodiado de Adolf Hitler. En 1945, se convirtió en estudiante de piano en el Conservatorio de Música de Kiev. En la década de 1950, se mudó a la ciudad soviética de Irkutsk en Siberia. Allí, se graduó de la Escuela de Drama de Irkutsk. Luego trabajó en Odessa y Kiev, Ukraine, Moscú y San Petersburgo, Rusia.
Petr Shelokhonov fue miembro de cinco compañías de teatro en Rusia. También desempeñó papeles en producciones internacionales en el escenario, en películas y en televisión. Su carrera como actor duró más de 50 años e interpretó varios personajes que van desde Hamlet, el príncipe de Shakespeare, hasta el dictador soviético Lenin.
En 1989 - 1992, interpretó el papel principal (Sam) en Photo Finish, escrita y dirigida por Peter Ustinov. En 1993-1994, interpretó a Víctor Velasco en la obra de teatro de Neil Simon Barefoot in the Park. En 1997, Petr Shelokhonov interpretó un papel secundario en Anna Karenina, película basada en la novela homónima de 1877 de Leo Tolstoy, protagonizada por Sophie Marceau, James Fox y Sean Bean.

## Distinciones y Reconocimiento
- 1952 Certificado de honor del Consejo Supremo de República Letonia por su trabajo teatral
- 1979 Recibió el Título de Artista de Honor de la Federación Rusa
- 1989 Medalla al Trabajador Veterano
- 2009 Para la conmemoración del 80 aniversario del actor se publicó un libro "Mi Amigo Petr Shelokhonov" Autor: Ivan I. Krasko y colaboradores. Edición de libros SOLO San Petersburgo, 2009 ISBN 978-5-904666-09-5